# Ceti
CETI — польская группа, играющая в стиле хеви-метал, была основана в 1989 году Гжегожем Купчиком, вокалистом группы Turbo.
Название группы происходит от программы поиска инопланетных цивилизаций NASA с 1971 года (Communication With Extraterrestrial Intelligence). В первом альбоме, сыгранном в составе: Гжегож Купчик (вокал, бас), Марихуана (клавишные), Анджей Лысув (гитара), Яцек Яблоньский (барабаны), гостем выступил Чеслав Немен. Первый диск группа выпустила к кинообразу Анджея Щигла. Второй альбом Lamiastrata был записан уже с новым барабанщиком Мартином «Муцеком» Крыстеком и басистом Матеем Пшибыльским. Очередной диск был выпущен, как запись концертов RFN и Jarocina '92. В 1994 году CETI выпускает альбом Rasizm, который хоть и не обещал быть очень популярным, но песня Epitafium занимает первые места по популярности.
Очередные годы деятельности группы — это очередные студийные записи и очередные изменения в составе группы. В группу пришли гитарист Вальди Модер и басист Мартин Саутер в 1995, которые через год были заменены на Пшемыслава «Бужу» Бужиньского (гитара) и Бартка Урбаняка.
2003 год стал для группы началом оперных удач. Альбом Shadow of the Angel стал самым удачным и самым любимым польскими слушателями творением за всю историю польского хард-н-хеви. Твёрдая позиция группы на многие годы позволяет ей выполнять разнообразные творческие эксперименты.
2005—2006 годы — это годы тяжёлой работы над материалом «(…)perfecto mundo(…)». Диск был выпущен в апреле 2007 года. С первых дней он получает восторженные рецензии. Диск достоин внимания за самые большие достижения по популярности в этом стиле на территории Польши. Музыкальное и артистическое исполнение этого диска понравилось также и западному слушателю.

## Состав
Сегодняшний состав (2007):
- Гжегож Купчик — вокал
- Бартек Садура — гитара
- Мария «Марихуана» Ветшиковска — клавишные
- Бартек Урбаняк — бас-гитара
- Мартин «Муцек» Крыстек — барабаны

## Музыка
Лучшие произведения Ceti:
- Na progu serca — «Czarna Róża»
- Lamiastrata — «Lamiastrata»
- Piosenka — «Lamiastrata»
- Miłość, nienawiść, śmierć — «Rasizm»
- Epitafium — «Rasizm»
- Stolen Wind — «(…)perfecto mundo(…)»
- Gardens Of Life 1 «(…)perfecto mundo(…)»

## Дискография
- 1989 Czarna Róża
- 1992 Lamiastrata (reedycja 2002)
- 1993 Extasy '93 (reedycja 2002)
- 1994 Rasizm
- 1995 Maxi Promotion
- 1999 W Imię Prawa
- 2000 Demony Czasu
- 2002 Prolog (maxisingel)
- 2003 Shadow Of The Angel
- 2004 Living Angel -Life (первый в Польше двудисковый концертный альбом в стиле heavy-metal)
- 2004  Living Shadow Of The Angel DVD
- 2005  The Best From Heavy Zone part 1 (Лучшее из зоны Хард; дополнительно новая песня)
- 2005  The Best From Light Zone part 2 (Лучшие баллады; дополнительно новая песня прилагается бонусный DVD с уникальными материалами из истории CETI.)
- 2007  Perfecto Mundo
- 2016 Snakes of Eden

Другие CD-публикации, некоторые с участием других групп:
- 1995  Гжегож Купчик — Мой день рождения — 15 лет Диск к 15-летию артистической деятельности
- 1996 Бархатный сон — Гжегож Купчик и друзья
- 2000 20012000 Гжегож Купчик и друзья Концерт к 15-летию артистической деятельности